# Triệu Quát
Triệu Quát (chữ Hán: 赵括; ? － 260 TCN) là đại tướng nước Triệu thời Chiến Quốc, con trai Mã Phục Quân Triệu Xa, người đời gọi là Mã Phục Tử.

## Tiểu sử

### Bàn việc binh trên giấy
Triệu Quát từ nhỏ đã học thuộc lòng binh pháp và có tài ăn nói . Bàn về chiến lược, rất có khẩu khí của nhà quân sự đứng đầu thiên hạ. Cha là Triệu Xa từng bàn với ông về việc bài binh bố trận, cũng khó mà bắt bẻ được. Nhưng ông không được cha đồng tình. Mẹ Triệu Quát hỏi vì sao như vậy, Triệu Xa đáp: 
Cầm quân đánh nhau là việc đặt tính mạng vào chỗ chết, thế mà Triệu Quát coi việc cầm quân là việc dễ dàng nhẹ nhàng. Sau này nước Triệu không dùng Triệu Quát làm tướng thì thôi, nếu dùng hắn, người làm cho nước Triệu thảm bại, nhất định sẽ là nó.

### Trường Bình thảm bại
Năm 262 trước Công nguyên, Tần Chiêu Tương Vương phái đại tướng Bạch Khởi tấn công nước Hàn, chiếm đất Dã Vương (nay là Tầm Dương, Hà Nam), cắt đứt liên hệ quận Thượng Đảng (trị sở nay ở Trường Trị, Sơn Tây) với thủ đô Hàn. Tình hình Thượng Đảng rất nguy cấp, các tướng lĩnh của Hàn ở Thượng Đảng không muốn đầu hàng Tần, liền phái người đem dâng địa đồ Thượng Đảng cho Triệu.
Sau khi Triệu Xa mất, Triệu Hiếu Thành vương (con của Triệu Huệ Văn Vương) lên ngôi, Tần xuất quân đánh Triệu, cầm cự nhau ở Trường Bình (nay thuộc phía tây bắc Cao Bình tỉnh Sơn Tây). Tướng Triệu là Liêm Pha dùng chiến lược kiên trì cố thủ nhằm làm tiêu hao binh lực quân Tần. Triệu Hiếu Thành Vương cử quân tiếp thu Thượng Đảng, hai năm sau, nước Tần lại phái Vương Hột vây chặt Thượng Đảng, Triệu Hiếu Thành Vương nghe tin, liền cử Liêm Pha mang hai mươi vạn quân cứu Thượng Đảng. Họ mới đến Trường Bình (nay ở Tây bắc huyện Cao Bình Sơn Tây) thì Thượng Đảng đã bị Tần chiếm mất. Vương Hột còn muốn tiến công Trường Bình. Liêm Pha vội bố trí phòng thủ, sai binh sĩ xây đắp thành lũy, đào hào sâu để cầm cự với quân Tần từ xa tới, chuẩn bị phòng ngự lâu dài. Vương Hột nhiều lần khiêu chiến, nhưng Liêm Pha trước sau đều không chịu ra đánh. Vương Hột không có cách gì, đành phái người về báo cáo với Tần Vương. "Liêm Pha là một lão tướng có nhiều kinh nghiệm, không khinh suất giao chiến. Quân ta từ xa tới, nếu ở lâu, sợ rằng lương thực tiếp tế không nổi. Không biết làm thế nào". Tần Chiêu Tương Vương hỏi ý kiến Phạm Thư. Phạm Thư nói: "Muốn đánh bại nước Triệu, trước hết phải làm cho Triệu điều Liêm Pha về." Tần Chiêu Tương Vương nói: "Làm thế nào thực hiện được điều đó". Phạm Thư nói: "Để thần nghĩ kế", Tần xem chừng khó dùng chiến lược tốc chiến tốc thắng, bèn quay sang dùng kế ly gián, nói rằng Tần chỉ sợ Triệu Quát. Mấy ngày sau, Triệu Hiếu Thành Vương thấy tả hữu xì xầm: "Nước Tần chỉ sợ Triệu Quát là người trẻ tuổi, hăng hái chỉ huy quân đội chứ Liêm Pha già cả chẳng làm được gì, xem ra sắp phải đầu hàng rồi". Triệu vương nghe thế, cho rằng Liêm Pha sợ đánh nhau, sai Triệu Quát thay Liêm Pha làm tướng. Lạn Tương Như nói với Triệu Vương: "Triệu Quát chỉ biết đọc binh thư của cha, không biết ứng biến khi lâm trận, không thể cử anh ta làm đại tướng"; nhưng Triệu Vương không nghe theo lời khuyên đó.
Triệu Quát sắp sửa ra quân. Mẹ Triệu Quát dâng thư lên Triệu vương, nói rằng Triệu Quát không thể làm tướng. Triệu vương hỏi vì sao, mẹ Triệu Quát nói: 
Xưa kia thiếp thờ cha nó. Trong thời gian cha nó làm tướng, hạng người ông ta thân hành bưng cơm nước, cho ăn có đến hàng chục, hạng ông xem là bạn có đến hàng trăm. Đại vương và tôn thất thưởng cho cái gì thì đưa tất cả cho các quân lại và sĩ phu. Ngày được nhận mệnh lệnh làm tướng, không hỏi đến việc nhà. Nay nó mới làm tướng mà ngồi ngoảnh mặt về hướng đông để tiếp khách, quân lại không ai dám ngẩng lên nhìn, vàng lụa nhà vua cho đều đem về cất ở nhà, hàng ngày xem có nhà cửa ruộng vườn gì có lợi, nên mua thì mua. Nhà vua xem nó có bằng cha nó không? Cha con bụng dạ khác nhau, xin nhà vua chớ sai đi.
Triệu vương ý đã quyết nên từ chối lời thỉnh cầu này nhưng vẫn chấp nhận tha tội cho bà nếu thất bại. Năm 260 trước Công nguyên, Triệu Quát dẫn hai mươi vạn quân tới Trường Bình, đòi Liêm Pha trao lại binh quyền. Liêm Pha chuyển giao lại quyền chỉ huy rồi trở về Hàm Đan. Triệu Quát cưỡi ngựa đến nhiệm sở, tự tiện thay đổi hết quân quan, kỷ luật, hiệu lệnh của Liêm Pha trước đó. Triệu Quát thống lĩnh bốn mươi vạn đại quân, thanh thế lừng lẫy. Quát phế bỏ mọi chế độ quy định của Liêm Pha, hạ lệnh cho tướng sỹ: "Nếu quân Tần tới đánh thì lập tức nghênh chiến. Nếu quân địch thua chạy, phải lập tức đuổi theo, đánh cho chúng không còn mảnh giáp mới thôi".
Phạm Thư nghe tin Triệu Quát đã thay Liêm Pha, biết rằng kế phản gián của mình đã thành công, liền bí mật cử Bạch Khởi làm thượng tướng quân sang chỉ huy quân Tần. Bạch Khởi biết được tin ấy, dùng kế đánh bất ngờ, giả vờ thua trận rút lui, dụ cho Triệu Quát xuất quân truy kích, rồi thình lình tập kích từ phía sau, cắt đứt đường tiếp tế của quân Triệu, ngoài ra còn cử năm nghìn kỵ binh xông vào trại quân Triệu, chia cắt bốn mươi vạn quân Triệu làm hai phần. Bạch Khởi nhử quân Triệu đến nơi, bố trí sẵn phục binh, cử hai vạn rưỡi quân tinh nhuệ cắt đứt đường lui của quân Triệu,. Lúc đó Triệu Quát mới biết quân Tần lợi hại, đành xây thành đắp lũy cố thủ chờ viện binh tới cứu. Nước Tần lại phái quân chặn đường quân cứu viện và đường tải lương của quân Triệu. Được hơn bốn mươi ngày, quân Triệu thiếu lương thảo, chịu đói bắt đầu hoang mang dao động. Triệu Quát bất đắc dĩ phải tự dẫn tinh binh ra đánh giáp lá cà với quân Tần để đột phá vòng vây. Quân Tần bắn chết Triệu Quát khiến quân Triệu đại bại, hơn bốn chục vạn hàng quân Triệu đều bị chôn sống. Riêng mẹ Triệu Quát đã có lời nói trước nên Triệu vương không giết bà.
Do Triệu Quát chỉ giỏi bàn luận suông về binh pháp nhưng lại không có kinh nghiệm thực tiễn nên đã chôn vùi tính mạng hơn bốn chục vạn tướng sĩ và tiền đồ của nước Triệu, khiến hậu thế cười chê nên về sau mới có câu thành ngữ bàn việc binh trên giấy để chỉ loại người nói nghe hay nhưng làm thì dở.